# شیگاراکی، شیگا

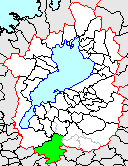

شیگاراکی، شیگا (به ژاپنی: 信楽町 Shigaraki-chō) یک شهرک در بخش کوکا، شیگا، استان شیگا، ژاپن است.